# Lew Macedonii
Lew Macedonii (ang. Lion of Macedon) – powieść fantasy brytyjskiego pisarza Davida Gemmella. Wydana w 1990 roku, była pierwszą z dwóch powieści w których pojawił się Parmenion.
Parmenion jest Spartańczykiem, ale nie szanowany przez swoich pobratymców, gdyż jego matka jest Macedonką. Parmenion jest postacią historyczną, jednak obok niego w książce odnaleźć można dużo elementów fantasy - czarodziejki i demony. Książka opisuje także ekspansję Macedonii za Filipa Macedońskiego i narodziny Aleksandra Wielkiego.
Książka była pierwszą powieścią wydaną w ramach Cyklu greckiego. Rok później ukazał się jej sequel zatytułowany Książę mroku.
W Polsce została wydana w 2000 roku nakładem wydawnictwa Zysk i S-ka w przekładzie Ewy Wojtczak i Dariusza Wojtczaka. Pierwsze polskie wydanie miało 452 strony (ISBN 83-7150-615-5)..